# Bậu ơi đừng khóc
"Bậu ơi đừng khóc" là một ca khúc trữ tình, dân ca - quê hương nổi tiếng của nhạc sĩ Hamlet Trương, nói về nỗi lòng của một bà bầu gánh hát lô tô nói riêng và cả những ai có duyên với nghiệp cầm ca nói chung. Bài hát được trình bày bởi Phi Nhung, và được phát hành dưới dạng đĩa đơn có tên Bậu ơi đừng khóc vào ngày 3 tháng 5 năm 2021. Đây được xem là sản phẩm âm nhạc cuối cùng của Phi Nhung. Trước đó, ca khúc được dành riêng cho Đoàn Lô Tô Sài Gòn Tân Thời được trình bày bởi Lộ Lộ (Lâm Quốc Khải).
Khi đang nằm trên giường bệnh và điều trị COVID-19, Phi Nhung cũng đã dành tặng cho khán giả ca khúc cuối cùng này.
Nữ ca sĩ Hương Lan tại tập 16 của chương trình Ca sĩ mặt nạ (mùa 2) trong mascot Cú Tây Bắc cũng đã thể hiện ca khúc này.

## Thông tin
Ca khúc "Bậu ơi đừng khóc" được Hamlet Trương sáng tác riêng cho Đoàn Lô tô Sài Gòn Tân Thời. Ca khúc được trình bày lần đầu tiên bởi Lộ Lộ, trưởng Đoàn Lô tô này, nữ ca sĩ Phi Nhung trình bày lại "Bậu ơi đừng khóc" trên chương trình Sàn chiến giọng hát cũng như một video âm nhạc trên YouTube. Hamlet Trương chia sẻ ca khúc chính là kỷ niệm đẹp giữa anh và Đoàn Lô tô Sài Gòn Tân Thời cũng như chị Hai (cách gọi thân mật dành cho nghệ sĩ Phi Nhung).

## Vấn đề bản quyền
Trước sự ra đi của ca sĩ Phi Nhung, ngày 1 tháng 10 năm 2021, Hamlet Trương – nhạc sĩ sáng tác ca khúc tuyên bố sẽ không bán bản quyền ca khúc này.
Vào đầu tháng 11 năm 2022, Lộ Lộ, người đầu tiên trình bày ca khúc, đã chia sẻ rằng đây là ca khúc viết về cuộc đời của mình và được hát lại bởi Phi Nhung. Nghệ sĩ này chia sẻ lúc ca khúc đoạt đề cử giải Mai Vàng 2021, bản thân cũng không nhận được bất kỳ lời mời nào.

## Giải thưởng
| Năm  | Giải thưởng        | Hạng mục                       | Trao giải cho                | Kết quả   | Ghi chú |
| ---- | ------------------ | ------------------------------ | ---------------------------- | --------- | ------- |
| 2022 | Giải Mai Vàng 2021 | Ca sĩ hát nhạc âm hưởng dân ca | Phi Nhung (Bậu ơi đừng khóc) | Đoạt giải | [ 10 ]  |
| 2022 | Giải Mai Vàng 2021 | Ca khúc của năm                | "Bậu ơi đừng khóc"           | Đoạt giải | [ 10 ]  |